# Diálogo entre as principais personagens francesas...
Diálogo entre as principais personagens francesas, no banquete dado a bordo d'Amavel por Junot, no dia 27 de Setembro de 1808 : acrescentado nesta segunda edição com hum novo prato de palhitos, e alguns talheres da autoria de Luís de Sequeira Oliva foi publicado em Lisboa, no ano de 1808, pela Tipografia Lacerdina, com um total de 44 páginas. Pertence à rede de Bibliotecas municipais de Lisboa e é considerado uma "raridade bibliográfica".